# Halové mistrovství České republiky v atletice 2011
Halové mistrovství ČR v atletice 2011 se uskutečnilo ve dnech 19.–20. února 2011 v hale Otakara Jandery v pražské Stromovce.

## Medailisté

### Muži
| Soutěž                         | Zlato                                                                         | Stříbro                                                                         | Bronz                                                                          |
| 60 m                           | Jan Veleba 6,65                                                               | Libor Žilka 6,67                                                                | Marek Bakalár 6,91                                                             |
| 200 m                          | Pavel Maslák 21,38                                                            | Lukáš Šťastný 21,73                                                             | Rudolf Götz 22,02                                                              |
| 400 m                          | Jiří Vojtík 47,64                                                             | Daniel Němeček 47,99                                                            | Richard Svoboda 48,05                                                          |
| 800 m                          | Vladimír Bartůněk 1:52,14                                                     | Matěj Blahůt 1:52,29                                                            | Jakub Ševčík 1:52,69                                                           |
| 1500 m                         | Milan Kocourek 3:48,34                                                        | Lukáš Kourek 3:50,62                                                            | Petr Vitner 3:55,83                                                            |
| 3000 m                         | Petr Mikulenka 8:07,91                                                        | Milan Kocourek 8:14,07                                                          | Lukáš Kourek 8:18,10                                                           |
| 60 m př.                       | Petr Svoboda 7,48                                                             | Stanislav Sajdok 7,75                                                           | Martin Mazáč 7,82                                                              |
| 4 × 400 m                      | Petr Lichý Roman Šebrle Richard Svoboda Daniel Němeček TJ Dukla Praha 3:15,80 | Tomáš Krupka Jindřich Šimánek Jan Pernica Václav Barák ASK Slavia Praha 3:20,07 | Ivo Brýdl Jiří Pálka Jan Ostrejš Miroslav Vinkler Hvězda SKP Pardubice 3:22,63 |
| Skok do výšky                  | Jaroslav Bába 2,24 m                                                          | Josef Skrčený 2,14 m                                                            | David Kovalský 2,10 m                                                          |
| Skok o tyči                    | Jan Kudlička 5,45 m                                                           | Lukáš Bechyně 5,35 m                                                            | Adam Ptáček 5,20 m                                                             |
| Skok daleký                    | Roman Novotný 8,01 m                                                          | Milan Pírek 7,65 m                                                              | Petr Ogoun 7,32 m                                                              |
| Trojskok                       | Petr Hnízdil 15,51 m                                                          | Martin Vachata 15,15 m                                                          | Ondřej Hanuš 14,91 m                                                           |
| Vrh koulí                      | Jan Marcell 19,22 m                                                           | Vladislav Tuláček 18,18 m                                                       | Jan Tylče 17,79 m                                                              |
| Sedmiboj Praha 11. – 13.2.2011 | Roman Šebrle 6117 bodů                                                        | Adam Sebastian Helcelet 5848 bodů                                               | František Staněk 5790 bodů                                                     |

### Ženy
| Soutěž                        | Zlato                                                                                      | Stříbro                                                                                       | Bronz                                                                                             |
| 60 m                          | Iveta Mazáčová a Kateřina Čechová 7,37                                                     | xxx                                                                                           | Denisa Rosolová 7,44                                                                              |
| 200 m                         | Zuzana Hejnová 24,17                                                                       | Monika Táborská 24,34                                                                         | Jana Slaninová 24,63                                                                              |
| 400 m                         | Veronika Šťastná 57,41                                                                     | Zlata Polonyiová 57,64                                                                        | Eliška Kutrová 58,15                                                                              |
| 800 m                         | Tereza Čapková 2:06,42                                                                     | Jana Melichová 2:10,54                                                                        | Markéta Krejčí 2:11,36                                                                            |
| 1500 m                        | Lenka Masná 4:26,62                                                                        | Diana Mezuliáníková 4:36,03                                                                   | Hana Pechová 4:38,47                                                                              |
| 3000 m                        | Lucie Sekanová 9:28,93                                                                     | Monika Preibischová 9:49,08                                                                   | Květa Pecková 9:50,12                                                                             |
| 60 m př.                      | Lucie Škrobáková 8,09                                                                      | Zuzana Hejnová 8,38                                                                           | Jana Sotáková 8,82                                                                                |
| 4 × 400 m                     | Zlata Polonyiová Andrea Prudilová Monika Táborská Veronika Šťastná PSK Olymp Praha 3:54,35 | Lenka Švábíková Kateřina Ulrichová Jana Havelková Markéta Krejčí Hvězda SKP Pardubice 3:58,20 | Petra Sotonová Žaneta Sovadinová Karolína Novotná Helena Jiranová TJ Sokol Kolín-atletika 4:00,69 |
| Skok do výšky                 | Oldřiška Marešová 1,87 m                                                                   | Iva Straková 1,87 m                                                                           | Magdalena Nová 1,80 m                                                                             |
| Skok o tyči                   | Jiřina Ptáčníková 4,57 m                                                                   | Romana Maláčová 4,25 m                                                                        | Nikola Pikartová 3,85 m                                                                           |
| Skok daleký                   | Jana Korešová 6,29 m                                                                       | Eliška Klučinová 6,20 m                                                                       | Jiřina Ptáčníková 5,95 m                                                                          |
| Trojskok                      | Lucie Májková 13,15 m                                                                      | Lucie Uhlířová 12,58 m                                                                        | Šárka Buranská 12,38 m                                                                            |
| Vrh koulí                     | Jana Kárníková 15,27 m                                                                     | Romana Grómanová 14,76 m                                                                      | Andrea Valešová 14,45 m                                                                           |
| Pětiboj Praha 11. – 13.2.2011 | Eliška Klučinová 4291 bodů                                                                 | Jitka Moudrá 3579 bodů                                                                        | Kateřina Vodová 3508 bodů                                                                         |